# ذا إكس فاكتور أرابيا (الموسم 4)
ذا اكس فاكتور هو الموسم الرابع من البرنامج العالمي اكس فاكتور بنسخته العربية بدأ عرضه في 14 مارس من عام 2015 على شاشة إم بي سي 1.
تألفت لجنة التحكيم من راغب علامة، إليسا، ودنيا سمير غانم. وتولى تقديمه وائل منصور، باسل الزارو، وملكة الجمال السابقة والمذيعة اللبنانية دانييلا رحمة.

## انطلاقة البرنامج
أعلنت إم بي سي 1 وإم بي سي مصر عن إطلاق البرنامج العالمي للبحث عن المواهب ذا اكس فاكتور بصيغته العربية، وذلك في مؤتمر صحفي أُقيم في فندق جميرا بيتش هوتيل – دبي، بمشاركة فرقة ليتل ميكس العالمية الفائزة بلقب الموسم الثامن من الصيغة البريطانية للبرنامج عام 2011 وبحضور حشد من أهل الصحافة والإعلام، إضافةً إلى أعضاء لجنة تحكيم البرنامج: راغب علامة، وإليسا، ودنيا سمير غانم، إلى جانب مازن حايك المتحدِّث الرسمي باسم “مجموعة ام بي سي” ومدير عام العلاقات العامة والشؤون التجارية.
تمّ التطرّق إلى تفاصيل البرنامج وطبيعته، وآليّته، وخصوصيّته، ومكامن الالتقاء والاختلاف ما بينه وبين برامج البحث عن المواهب الأخرى. وفي معرض الإجابة على أسئلة الصحافيين الحاضرين، أوضح مـازن حايـك أن “بحث البرنامج يتركز على مجموعة من العناصر الأساسية الواجب توافرها في شخصية المشتركين، والتي تشكِّل “الخامة الصوتية” إحداها، ولكنها، وبحسب بُنية البرنامج، ليست العامل الأوحد للنجاح أو التأهّل.” وأوضح حايك أن ثمة عناصر أخرى أساسية ومحورية لا تقل أهمية عن الصوت، تُسهم مجتمعةً في بناء “العامل X” الذي يمكّن صاحبه من النجاح والتأهل، ولاحقاً الفوز بالبرنامج.. منها على سبيل المثال لا الحصر: “الحضور، والذكاء، والكاريزما، والإطلالة أو “اللوك”، وطريقة مخاطبة الناس والتفاعل معهم، وسرعة البديهة، وكيفية التصرّف تحت الضغط والمنافسة… إلى جانب قدرة المشتركين على التأثير في لجنة لتحكيم والجمهور، والاستئثار بمحبّتهم على المسرح وفي الحياة العامة.” إذاً، يصح القول أن “ذا اكس فاكتور” يمثّل 3 برامج في واحد (3 في 1)، فهو وبالإضافة إلى إمكان الغناء بلغات متعدّدة، عربية وأجنبية، يتنافس المشتركون ضمن ثلاث فئات مختلفة ومتنوّعة .

## لجنة التحكيم
تم استبدال أعضاء لجنة تحكيم السابقة (كارول سماحة حسين الجسمي وائل كفوري) والإبقاء على عضوية الفنانة إليسا إضافة إلى راغب علامة من لبنان، والفنانة دنيا سمير غانم من مصر.

### تصريح اللجنة
دنيا سمير غانم كانت “متحفّظة عن الموافقة على المشاركة في البرنامج بدايةً، إلى أن استمعت إلى شرح موسّع عنه، وتابعَت أبرز محطاته العالمية ونجاحاته”، وأضافت دنيا: “لاحقاً، ازدادت رغبتي في المشاركة لدى معرفتي بأنني سأكون إلى جانب نجميْن كبيريْن هما راغب علامة وإليسا على مقاعد لجنة التحكيم.” وفي معرض إجابتها على سؤال تطرّق إلى سبب تردّدها بدايةً في المشاركة، وما ستضيفه إلى البرنامج من خلال موقعها في مقاعد التحكيم، أوضحت دنيا أن تأكيد إدارة البرنامج لها على أن ظهورها بشخصيتها العفوية والصريحة والمباشرة أولاً، بالإضافة إلى أهمية دورها وخبرتها كممثلة في الحكم على أداء وشخصية المشتركين ثانياً.. بموازاة عوامل أخرى تتعلّق بالبرنامج وحجم الإنتاج جعلتها تعدل عن موقفها المتحفّظ، وتتحمّس بشدة للمشاركة.
إليسا شدّدت على أن “الكيمياء بين أعضاء لجنة تحكيم البرنامج مميّزة جداً، وهو ما سيلاحظه المشاهدون بوضوح.” وأضافت إليسا في معرض ردّها على أسئلة الصحفيين حول تقييمها للبرنامج: اعتبر اليوم أنني أشارك للمرّة الأولى في “ذا اكس فاكتور” مع ام بي سي وجمهور الملايين وأكّدت إليسا أن المواهب المشاركة هي الأساس في أي برنامج اكتشاف مواهب، فَهُم محطّ أنظار الجمهور في الدرجة الأولى، لذا فإن نجاح أي برنامج من هذا النوع يحدّده في المقام الأول مدى نوعية المشتركين وختمت إليسا: لذا، أود أن أشدّد على أن المواهب المشاركة التي تابعناها في مرحلة تجارب الأداء الأولية كانت أكثر من مبشّرة بالخير، ويُمكن للجمهور انتظار موسم مليئ بالحماسة والنجومية والنجاح .
أشار راغب علامة بدايةً إلى اعتزازه بالعودة إلى ام بي سي وجمهورها عبر “ذا اكس فاكتور”. وأضاف: لقد بذلنا جهداً استثنائياً كلجنة تحكيم خلال مرحلة تجارب الأداء الأولية، وأتمنى أن ينعكس ذلك الجهد بوضوح على الشاشة، ليكون البرنامج بحقّ علامة فارقة في مجال برامج المواهب بالنسبة إلى المشاهدين والمشاركين على حدٍّ سواء وفي معرض إجابته على أسئلة الصحفيين التي تطرّقت إلى فرص نجاح الفائزين في برامج المواهب عموماً و”ذا اكس فاكتور” خصوصاً، ولا سيما بعد نيلهم اللقب، قال راغب: إذا اعتبرنا أن الفوز بأي برنامج للمواهب هو بمثابة نيل شهادة جامعية، فلا بدّ أن نعلم أنه ليس جميع حملة الشهادات الجامعية في العالم ناجحون بالضرورة في حياتهم المهنية. وهنا تكمن أهمية “عامل النجاح” أو “العامل اكس” الذي نبحث عنه في “ذا اكس فاكتور”.

## مرحلة التصفيات
تم تقسيم المتسابقين المتقدمين للبرنامج والمتأهلين للمرحلة الثانية إلى ثلاث فئات
الأولى ترأسها الفنانة إليسا و هي Solo عربي
الثانية يرأسها الفنان راغب علامة و هي Solo international
الثالثة ترأسها النجمة دنيا سمير غانم وهي Groups

### التصفيات
تم تقسيم المتقدمين على ثلاث فئات مختلفة، (فئة الغناء الفردي العالمي وفئة الغناء الفردي العربي وفئة الفرق). وقامت لجنة من ثلاث حكام بالإشراف على الاختبارات والتصفيات الأولية للمواهب، ومع وصول المتسابقين لمراحل التصويت المباشر من الجمهور سيقتصر دور كل حكم – على دعم وتوجيه المواهب التي قام كل منهم باختيارها ضد باقي المتنافسين.
البداية مع مرحلة “تجارب الأداء” للمتسابقين في الفئات الثلاث. ثم ينتقل البرنامج إلى مرحلة “ Four Chairs “ الكراسي الأربع حيث يتنافس فيها 30 مشترك من الثلاث فئات ليحجزوا أربعة كراسي من كل فئة ليعبروا إلى مرحلة العروض المباشرة. ويصل “The X Factor” إلى ذروته في هذه المرحلة بحفلات البث المباشر والصراع على لقب “نجم The X Factor” الذي يختاره الجمهور بالتصويت. وفاز بهذا الموسم المشترك حمزة هوساوي من المملكة العربية السعودية

## المتأهلين للعروض المباشرة
| المركز | المتسابق      | البلد                       | الفئة                 |
| ------ | ------------- | --------------------------- | --------------------- |
| 1      | حمزة هوساوي   | السعودية                    | الغناء الفردي العالمي |
| 2      | هند زيادي     | المغرب                      | الغناء الفردي العربي  |
| 3      | ذا فايف       | لبنان، مصر، المغرب، الجزائر | الفرق                 |
| 4      | ندجيم معطالله | الجزائر                     | الغناء الفردي العالمي |
| 5      | لاتويا        | لبنان                       | الغناء الفردي العالمي |
| 6      | غيتاناي       | الأردن، سوريا               | الفرق                 |
| 7      | مجدي شريف     | سوريا                       | الغناء الفردي العربي  |
| 8      | مونيب باند    | مصر                         | الفرق                 |
| 9      | رانية جديدي   | تونس                        | الغناء الفردي العربي  |
| 10     | ندى خليل      | مصر                         | الغناء الفردي العربي  |
| 11     | ماريا نديم    | المغرب                      | الغناء الفردي العالمي |
| 12     | Avis Band     | المغرب                      | الفرق                 |

## المتأهلين للحلقة النهائية
| الفائز      | الوصيف    | المركز الثالث |
| ----------- | --------- | ------------- |
| حمزة هوساوي | هند زيادي | ذا فايف       |

## وصلات خارجية
http://www.mbc.net/ar/programs/the-x-factor/social/dashboard.html